# Andrea González
Andrea Yurani Gonzalez Gongora (ur. 18 czerwca 1996) – kolumbijska zapaśniczka walcząca w stylu wolnym. Zajęła 23. miejsce na mistrzostwach świata w 2023 roku. 
Brązowa medalistka igrzysk Ameryki Południowej w 2022. Piąta na mistrzostwach panamerykańskich w 2022 i 2024. Złota medalistka mistrzostw Ameryki Południowej w 2016 i mistrzostw panamerykańskich juniorów w 2016, a druga w 2013. Mistrzyni panamerykańska kadetów w 2013 roku.